# TensorFlow
TensorFlow je besplatna softverska kolekcija otvorenog koda za mašinsko učenje i veštačku inteligenciju. Ona se može koristiti u nizu zadataka, ali ima poseban fokus na obuci i izvođenju zaključaka dubokih neuronskih mreža.
Razvio ju je tim Gugl mozak za Guglovu internu upotrebu u istraživanju i proizvodnji. Početna verzija je objavljena pod Apači licencom 2.0 2015. godine. Gugl je objavio ažuriranu verziju, TensorFlow 2.0, u septembru 2019. godine.
TensorFlow se može koristiti u velikom broju programskih jezika, uključujući Piton, JavaScript, C++, and Javu, što olakšava njegovu upotrebu u nizu aplikacija u mnogim sektorima.

## Literatura
- Moroney, Laurence (1. 10. 2020). AI and Machine Learning for Coders (1st изд.). O'Reilly Media. стр. 365. ISBN 9781492078197. Архивирано из оригинала 7. 6. 2021. г. Приступљено 21. 12. 2020.
- Géron, Aurélien (15. 10. 2019). Hands-On Machine Learning with Scikit-Learn, Keras, and TensorFlow (2nd изд.). O'Reilly Media. стр. 856. ISBN 9781492032632. Архивирано из оригинала 1. 5. 2021. г. Приступљено 25. 11. 2019.
- Ramsundar, Bharath; Zadeh, Reza Bosagh (23. 3. 2018). TensorFlow for Deep Learning (1st изд.). O'Reilly Media. стр. 256. ISBN 9781491980446. Архивирано из оригинала 7. 6. 2021. г. Приступљено 25. 11. 2019.
- Hope, Tom; Resheff, Yehezkel S.; Lieder, Itay (27. 8. 2017). Learning TensorFlow: A Guide to Building Deep Learning Systems (1st изд.). O'Reilly Media. стр. 242. ISBN 9781491978504. Архивирано из оригинала 8. 3. 2021. г. Приступљено 25. 11. 2019.
- Shukla, Nishant (12. 2. 2018). Machine Learning with TensorFlow (1st изд.). Manning Publications. стр. 272. ISBN 9781617293870.

## Spoljašnje veze
- Zvanični veb-sajt
- Learning TensorFlow.js Book (ENG)